# AS Roma Ultras
Die AS Roma Ultras sind eine der größten italienischen Ultra-Gruppierungen. In ihr organisieren sich Fans des italienischen Fußballvereins AS Rom. Die AS Roma Ultras gibt es seit 1972; somit sind sie eine der ältesten und traditionsreichsten Ultra-Gruppierungen in Italien.

## Bedeutung
Ihr Manifesto gegen modernen Fußball, insbesondere gegen Kommerzialisierung und die Veränderung des Fußballpublikums, prägte die Ultrà-Bewegung europaweit und wurde von vielen anderen Gruppen übernommen. Für großes Aufsehen sorgen vor allem die Auseinandersetzungen mit den als Irriducibili Lazio organisierten Fans von Lazio Rom. Politisch verstanden sich die Roma-Ultras früher eher als links, seit den 1990er Jahren existieren aber ähnlich wie beim Lokalrivalen Lazio Rom, aber in geringerem Ausmaß auch rechtsextreme Gruppierungen, die den faschistischen Ex-Diktator Mussolini verehren und als Vorbild sehen.

## Lieder der Roma
Die zwei bedeutendsten Lieder sind „Roma Roma Roma“ und „Grazie Roma“. Antonello Venditti schrieb die Lieder 1983 für seinen Lieblingsclub AS Rom. „Roma Roma Roma“ wird immer zu Spielbeginn gespielt, während „Grazie Roma“ nur im Falle eines Sieges nach Spielende gespielt wird.

## Curva Sud (Südkurve)

Curva Sud beim Coppa Italia Spiel AS Roma gegen Palermo

Die AS Roma Ultras sind nicht die einzigen Ultras des AS Rom. In der Curva Sud des Stadio Olimpico in Rom organisieren sich auch andere Gruppen wie z. B. die Fedayn, Boys Roma, Ultras Romani und die Gladiatori. Die Curva Sud zeichnet sich vor allem durch ihre Choreographien aus, die zu den schönsten der Fanwelt gezählt werden.